# اس‌تی‌اس-۵۱-اف
اس‌تی‌اس-۵۱-اف (انگلیسی: STS-51-F) که با نام اسکای‌لب ۲ (Spacelab 2) نیز شناخته می‌شود، یکی از ماموریت‌های برنامه شاتل‌های فضایی بود که در تاریخ ۲۹ ژوئیه ۱۹۸۵ از پایگاه فضایی کندی به فضا پرتاب شد. این مأموریت توسط شاتل چلنجر و برای مدت حدود ۸ روز انجام گرفت. اس‌تی‌اس-۵۱-اف هشتمین مأموریت صورت گرفته توسط شاتل چلنجر بود و بخشی از تحقیقات انسانی پیرامون فضا و تأثیرات آن بود.